# Olli Partanen
Olli Partanen   (Kouvola, 18 d'agost de 1922 - Kouvola, 15 de juny de 2014) fou un atleta finlandès, especialista en el llançament de disc, que va competir durant les dècades de 1940 i 1950.
El 1952 va prendre part en els Jocs Olímpics d'Estiu de Hèlsinki, on fou divuitè en la prova del llançament de disc del programa d'atletisme.
En el seu palmarès destaca una medalla de bronze en la prova del llançament de disc al Campionat d'Europa d'atletisme de 1950, rere els italians Adolfo Consolini i Giuseppe Tosi.
Durant la Segona Guerra Mundial va servir al Batalló de Voluntaris de la Finlàndia de les Waffen-SS.

## Millors marques
- Llançament de disc. 50,14 metres (19494)[5]